# Wouldn’t It Be Nice
Wouldn’t It Be Nice (deutsch sinngemäß „Wäre es nicht nett“) ist ein Lied der amerikanischen Popband The Beach Boys. Der Titel ist der Eröffnungstrack ihres Albums Pet Sounds aus dem Jahr 1966. Das von Brian Wilson, Tony Asher und Mike Love geschriebene Lied zeichnet sich durch sein anspruchsvolles Arrangement im Wall-of-Sound-Stil und seine raffinierten Gesangsdarbietungen aus und gilt als einer der besten Songs der Band. Mit seiner Gegenüberstellung von fröhlich klingender Musik und melancholischen Texten gilt es als prägendes Werk des Power Pop und in Bezug auf musikalische Innovation als Progressive Pop.

## Entstehung und Veröffentlichung
Wilson produzierte den Titel zwischen Januar und April 1966 mit seiner Band und 16 Studiomusikern, die abwechselnd Schlagzeug, Pauke, Glockenspiel, Trompete, Saxophon, Akkordeon, Gitarre, Klavier und Kontrabass spielten. Das harfenartige Instrument, das in der Einleitung zu hören ist, ist eine 12-saitige Mando-Gitarre, die direkt an die Aufnahmekonsole angeschlossen ist. In einem Abschnitt des Liedes wird ein Ritardando verwendet, ein Stilmittel, das in der Popmusik selten verwendet wird. Die Band hatte Mühe, die verschiedenen Gesangsparts zu Wilsons Zufriedenheit zu singen und letztendlich dauerte die Aufnahme des Songs länger als bei jedem anderen Titel auf dem Album.
Wouldn’t It Be Nice wurde im Juli 1966 als Single veröffentlicht. Der Song wurde gelegentlich in Soundtracks von Filmen wie der Dokumentation Roger & Me aus dem Jahr 1989 verwendet.

## Inhalt
Das Lied wurde von Wilsons verwirrten Schwärmereien für seine Schwägerin inspiriert, die eine „unschuldige Aura“ ausstrahlte, die er in „Wouldn’t It Be Nice“ einfangen wollte. Textlich beschreibt das Lied ein junges Paar, das sich durch seine Beziehung gestärkt fühlt und von der romantischen Freiheit träumt, die es gewinnen würde, wenn es einmal verheiratet wäre. Wie die anderen Titel des Albums Pet Sounds untergrub es die Erwartungen der Zuhörer, da es in früheren Beach-Boys-Songs normalerweise um oberflächliche Eigenheiten wie materiellen Besitz und gelegentliche Affären ging.

## Kommerzieller Erfolg

### Chartplatzierungen
| ChartsChartplatzierungen       | Höchstplatzierung | Wochen |
| ------------------------------ | ----------------- | ------ |
| Vereinigte Staaten (Billboard) | 8 (11 Wo.)        | 11     |
| Vereinigtes Königreich (OCC)   | 58 (2 Wo.)        | 2      |

### Auszeichnungen für Musikverkäufe
| Land/Region                  | Auszeichnungen für Musikverkäufe (Land/Region, Auszeichnung, Verkäufe) | Verkäufe |
| ---------------------------- | ---------------------------------------------------------------------- | -------- |
| Neuseeland (RMNZ)            | Platin                                                                 | 30.000   |
| Vereinigtes Königreich (BPI) | Platin                                                                 | 600.000  |
| Insgesamt                    | 2× Platin ·                                                            | 630.000  |